# Luis García (baseball, 1987)
Pour les articles homonymes, voir Luis García et García.
Luis Amado García (né le 30 janvier 1987 à Saint-Domingue, République dominicaine) est un lanceur de relève droitier des Ligues majeures de baseball jouant avec les Padres de San Diego.

## Carrière

### Ligues mineures
Luis García signe son premier contrat professionnel en 2004 avec les Dodgers de Los Angeles. Alors qu'il joue en ligues mineures, les Dodgers le transfèrent le 31 août 2009 avec le lanceur gaucher Víctor Gárate aux Nationals de Washington contre le joueur de deuxième but Ronnie Belliard. García n'atteint pas les majeures avec Washington. Son progrès n'est pas considérable puisqu'il ne dépasse jamais, en cinq ans, le niveau A+ des ligues mineures. Après l'expiration de son contrat en 2010, il disparaît du radar des clubs du baseball majeur et ne joue pas au baseball en 2011 avant de refaire surface en 2012 avec les Bears de Newark de la Ligue Can-Am, un circuit indépendant où il joue 9 matchs. Son passage là-bas est sans histoire, sinon pour les 25 points, dont 21 mérités, qu'il accorde à l'adversaire en 16 manches et un tiers lancées. Son manager à Newark, Ken Oberkfell, dira quelques années plus tard ne pas se souvenir de celui que la presse qualifie d' « homme mystère » à son arrivée à Philadelphie.
Mis sous contrat par les Phillies de Philadelphie le 25 mars 2013 dans les derniers jours du camp d'entraînement, García est affecté au club-école de niveau A+ de la franchise, et fait son chemin en cours de saison jusqu'au niveau Triple-A pour la première fois. Il est en juillet rappelé des mineures par Philadelphie pour remplacer Phillippe Aumont au sein du personnel de releveurs alors qu'il affiche une moyenne de points mérités de 1,67 et 11 sauvetages en 31 parties jouées pour trois clubs affiliés aux Phillies.

### Phillies de Philadelphie
Luis García fait à 26 ans ses débuts dans le baseball majeur le 10 juillet 2013 alors qu'il lance pour les Phillies de Philadelphie une manche sans accorder de point aux Nationals de Washington.